# Kulturni pokret
Kulturni pokret je promena u načinu na koji više različitih disciplina pristupa svom radu. Ovo oličava sve umetničke forme, nauke i filozofije. Istorijski gledano, različite nacije ili regioni sveta prošli su kroz sopstveni nezavisni niz kretanja u kulturi, ali kako su svetske komunikacije ubrzavale, ova geografska razlika je postala manje jasna. Kada kulturni pokreti prolaze kroz revoluciju od jednog do drugog, žanrovi imaju tendenciju da budu napadnuti i mešani, a često se generišu novi žanrovi, a stari blede. Ove promene su često reakcije na prethodni kulturni oblik, koji je obično zastareo i ponavljajući. Opsesija se pojavljuje među mejnstrimom novim pokretom, a stari pada u zanemarivanje – ponekad potpuno izumire, ali često se nastavlja favorizovano u nekoliko disciplina i povremeno se ponovo pojavljuje (ponekad sa prefiksom „neo-“).
Neprestano se vodi rasprava oko precizne definicije svakog od ovih perioda, a jedan istoričar bi ih mogao različito grupisati ili izabrati različita imena ili opise. Takođe, iako u mnogim slučajevima popularna promena iz jednog u drugi može biti brza i iznenadna, početak i kraj pokreta su donekle subjektivni, jer pokreti nisu nastali iz vedra neba i nisu se pojavili, niti je došlo do iznenadnog kraja i potpunog gubitka podrške, kao što bi se sugerisalo periodom. Stoga je upotreba termina „period“ donekle varljiva. „Period“ takođe sugeriše linearnost razvoja, mada nije neuobičajeno da dva ili više karakterističnih kulturnih pristupa budu aktivna u isto vreme. Istoričari mogu da pronađu karakteristične tragove kulturnog pokreta pre njegovog prihvaćenog početka, a uvek ima novih kreacija u starim oblicima. Dakle, može biti korisnije razmišljati u smislu širokih „pokreta“ koji imaju relativne početke i krajeve. Ipak, sa istorijske perspektive, daju se izvesni grubi rasponi datuma za svaki pokret da bi se ukazalo na „zastupljenost“ ili prihvaćeni vremenski raspon pokreta.